# Wereldkampioenschappen schaatsen afstanden 2015 - 500 meter mannen
De 500 meter mannen op de wereldkampioenschappen schaatsen afstanden 2015 werd gereden op zondag 15 februari 2015 in het ijsstadion Thialf in Heerenveen, Nederland.
Mo Tae-bum was de regerend wereldkampioen en Michel Mulder de regerend olympisch kampioen. Van de tien wereldbekerwedstrijden eerder in het seizoen won Pavel Koelizjnikov er zeven, Artur Waś er twee en de niet deelnemende Jan Smeekens er een. Koelizjnikov was in beide omlopen met enige afstand de beste en werd wereldkampioen.

## Plaatsing
De regels van de ISU schrijven voor dat er maximaal 24 schaatsers zich plaatsen voor het WK op deze afstand. Geplaatst zijn de beste veertien schaatsers van het wereldbekerklassement na vier manches, aangevuld met de tien tijdsnelsten van die eerste vier manches van de wereldbeker. Achter deze 24 namen werd op tijdsbasis nog een reservelijst van zes namen gemaakt. Aangezien het aantal deelnemers per land beperkt is tot een maximum van drie, telt de vierde (en vijfde etc.) schaatser per land niet mee voor het verloop van de ranglijst. Het is aan de nationale bonden te beslissen welke van hun schaatsers, mits op de lijst, naar het WK afstanden worden afgevaardigd.

## Statistieken

### Uitslag
| #      | Naam                 | Land | 1e run      | 2e run      | Totaal     |
| ------ | -------------------- | ---- | ----------- | ----------- | ---------- |
| Goud   | Pavel Koelizjnikov   | RUS  | 34,383 (1)  | 34,548 (1)  | 68,931 BR  |
| Zilver | Michel Mulder        | NED  | 34,852 (3)  | 34,770 (3)  | 69,622     |
| Brons  | Laurent Dubreuil     | CAN  | 34,971 (6)  | 34,723 (2)  | 69,694     |
| 4      | Hein Otterspeer      | NED  | 34,742 (2)  | 35,032 (7)  | 69,774     |
| 5      | Artur Waś            | POL  | 35,017 (8)  | 34,790 (4)  | 69,807     |
| 6      | Roeslan Moerasjov    | RUS  | 34,964 (5)  | 35,002 (6)  | 69,966     |
| 7      | Espen Aarnes Hvammen | NOR  | 34,979 (7)  | 35,057 (8)  | 70,036     |
| 8      | Gilmore Junio        | CAN  | 35,162 (10) | 34,985 (5)  | 70,147     |
| 9      | Mo Tae-bum           | KOR  | 34,905 (4)  | 35,262 (11) | 70,167     |
| 10     | Jesper Hospes        | NED  | 35,248 (11) | 35,064 (9)  | 70,312     |
| 11     | Mitchell Whitmore    | USA  | 35,330 (13) | 35,127 (10) | 70,457     |
| 12     | Aleksej Jesin        | RUS  | 35,048 (9)  | 35,481 (15) | 70,529     |
| 13     | Nico Ihle            | GER  | 35,343 (15) | 35,421 (14) | 70,764     |
| 14     | Kim Jun-ho           | KOR  | 35,303 (12) | 35,481 (15) | 70,784 WRJ |
| 15     | Ryohei Haga          | JPN  | 35,478 (16) | 35,364 (12) | 70,842     |
| 16     | Yuya Oikawa          | JPN  | 35,536 (17) | 35,415 (13) | 70,951     |
| 17     | Mika Poutala         | FIN  | 35,334 (14) | 35,635 (22) | 70,969     |
| 18     | Mirko Nenzi          | ITA  | 35,648 (21) | 35,503 (18) | 71,151     |
| 19     | Artur Nogal          | POL  | 35,559 (19) | 35,593 (20) | 71,152     |
| 20     | Mu Zhongsheng        | CHN  | 35,695 (22) | 35,505 (19) | 71,200     |
| 21     | Samuel Schwarz       | GER  | 35,804 (24) | 35,498 (17) | 71,302     |
| 22     | Denny Ihle           | GER  | 35,744 (23) | 35,617 (21) | 71,361     |
| 23     | Xie Jiaxuan          | CHN  | 35,618 (20) | 35,764 (23) | 71,382     |
| 24     | Keiichiro Nagashima  | JPN  | 35,551 (18) | 36,255 (24) | 71,806     |

### Loting 1e rit
| Rit | Binnenbaan          | Buitenbaan           |
| --- | ------------------- | -------------------- |
| 1   | Jesper Hospes       | Xie Jiaxuan          |
| 2   | Artur Nogal         | Mitchell Whitmore    |
| 3   | Yuya Oikawa         | Samuel Schwarz       |
| 4   | Denny Ihle          | Mu Zhongsheng        |
| 5   | Keiichiro Nagashima | Mirko Nenzi          |
| 6   | Aleksej Jesin       | Mika Poutala         |
| 7   | Hein Otterspeer     | Michel Mulder        |
| 8   | Kim Jun-ho          | Gilmore Junio        |
| 9   | Ryohei Haga         | Nico Ihle            |
| 10  | Roeslan Moerasjov   | Espen Aarnes Hvammen |
| 11  | Laurent Dubreuil    | Pavel Koelizjnikov   |
| 12  | Artur Waś           | Mo Tae-bum           |

### Ritindeling 2e rit
| Rit | Binnenbaan           | Buitenbaan          |
| --- | -------------------- | ------------------- |
| 1   | Samuel Schwarz       | Denny Ihle          |
| 2   | Mu Zhongsheng        | Artur Nogal         |
| 3   | Mirko Nenzi          | Keiichiro Nagashima |
| 4   | Xie Jiaxuan          | Yuya Oikawa         |
| 5   | Nico Ihle            | Ryohei Haga         |
| 6   | Mika Poutala         | Kim Jun-ho          |
| 7   | Mitchell Whitmore    | Jesper Hospes       |
| 8   | Gilmore Junio        | Aleksej Jesin       |
| 9   | Espen Aarnes Hvammen | Artur Waś           |
| 10  | Mo Tae-bum           | Laurent Dubreuil    |
| 11  | Michel Mulder        | Roeslan Moerasjov   |
| 12  | Pavel Koelizjnikov   | Hein Otterspeer     |

1996 · 
1997 · 
1998 · 
1999 · 
2000 · 
2001 · 
2003 · 
2004 · 
2005 · 
2007 · 
2008 · 
2009 · 
2011 · 
2012 · 
2013 · 
2015 · 
2016 · 
2017 ·
2019 ·
2020 ·
2021 ·
2023 ·
2024 ·
2025